# Ioánnis Zacharías
Pour les articles homonymes, voir Zacharías.
Ioánnis Zacharías (en grec moderne : Ιωάννης Ζαχαρίας) (1845 - Corfou 1873) est un peintre grec.

## Biographie
Ioánnis Zacharías étudia la peinture à l'École des Beaux-Arts d'Athènes, puis à l'Académie des beaux-arts de Munich dans l'atelier de Karl von Piloty.